# Псалом 1

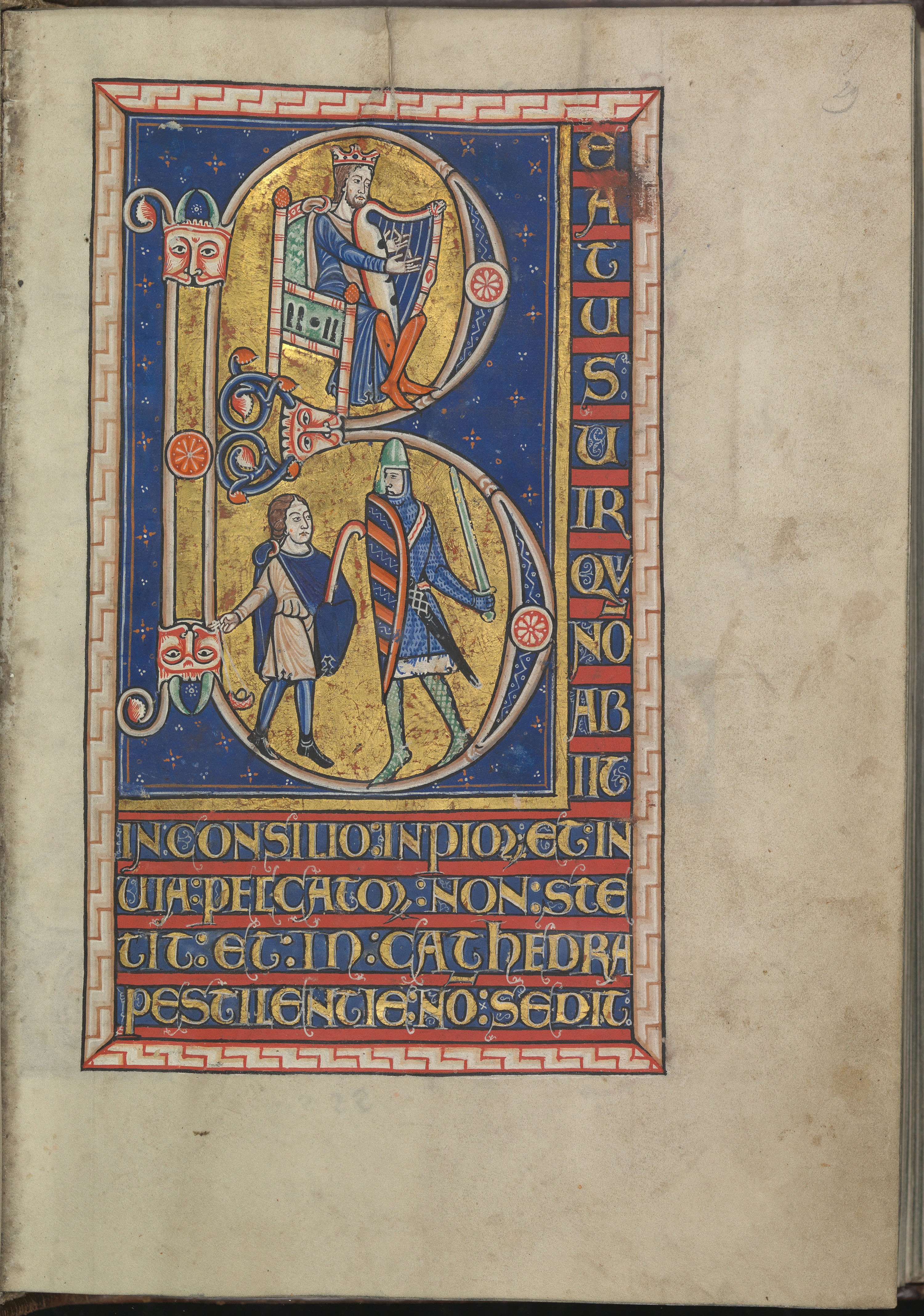
1-й псалом на листе из Псалтири Алиеоноры Аквитанской

Пе́рвый псало́м — нравоучительный (дидактический) псалом, 1-й псалом, предисловие ко всей Псалтири, касающееся судьбы исполняющих Божии заповеди и неисполняющих. Известен по латинскому инципиту Beatus vir, «Блаженъ мужъ». Псалмы 1—2 — единый псалом, так как 1-й псалом начат словом «блажен», а 2-й псалом окончен словом «блажен». Псалмы 1—2 являются предисловием к «алфавитным» псалмам. 1-й псалом начинает первую часть (псалмы 1—40) и всю Псалтирь. Псалмы 1—2 изначально не входили в первую книгу Псалтири (псалмы 3—40), а были добавлены значительно позднее.
Среди остальных псалмов ему принадлежит особое место. Составление 1-го псалма приписывали Давиду; в церковнославянском переводе, сделанном с комплютенского издания Септуагинты , и в синодальном переводе к нему имеется соответствующее надписание «псалом Давида», хотя в Септуагинте римского издания надписание отсутствует. К этой надписи в Учебной Псалтири сделано прибавление «не надписан у еврей», так как в Танахе этот псалом надписания не имеет, он начат со слова «блажен» (др.-греч. μακάριος, мака́риос, лат. beatus, беа́тус, др.-евр. אשרי‬, ашре́). С этого же слова начаты псалмы: 31, 40, 111, 118, 127; согласно еврейской традиции, царь Давид начинал с этого слова наиболее важные для него псалмы.
Кто всегда следует Закону Бога, тот блажен как дерево, посаженное при воде (стихи 1—3), а нечестивые же будут отвергнуты Богом (стихи 4—6). В содержании общо говорится о судьбе праведных и нечестивых, почему этот псалом может рассматриваться как введение ко всей Псалтири, более всего касающейся изображения судьбы праведных и нечестивых.

## Текст
Текст состоит из шести стихов (также, как и 150-й псалом, состоящий из шести стихов). Псалом, написанный на еврейском языке, начат первой буквой алеф еврейского алфавита, а окончен двадцать второй буквой тав (так же в псалмах 5 и «алфавитном» 111). Слово «путь» содержится в начальном и конечном стихах. В псалме присутствует игра слов, так в начальном стихе — ашре́ (אשרי‬ — «блажен»), а ре́ша (רשע‬ — «нечестив») — в конечном стихе, как противопоставление смыслов и звучаний. Замечено сходство в стихах 1 и 5, так в 1-м стихе — «не стоит», а в 5-м — «не устоят»; в 1-м — «на совет нечестивых», а в 5-м — «в собрании праведных». Таким образом, основной текст псалма (стихи 1—5) содержит хиазм «праведный не стоит с нечестивыми (стих 1), а нечестивые не стоят с праведным (стих 5)». Последний (6-й) стих объединяет все стихи псалма, так первое полустишие (6 а) объемлет стихи 1—3, а второе полустишие (6 б) — стихи 4—5. 1-й стих Псалтири содержит семь слов «блажен муж, который не ходит на совет нечестивых» (Пс. 1:1), намекая на также состоящий из семи слов 1-й стих Пятикнижия «в начале сотворил Бог небо и землю» (Быт. 1:1). Псалом задуман на основе размышления о запретном плоде в райском саду (Быт. 2:8, 39:3), а составлен из различных цитат из Закона (Втор. 6:7) и Пророков (Иер. 17:7, 8; Иез. 47:12; Нав. 1:8; Мал. 3:13, 14, 18, 4:1, 4).
| Греческий текст | Церковнославянский перевод греческого текста                                                                                                 | Арамейский перевод греческого текста (таргум)                                                        | Еврейский текст                                                              |
| --- | --- | --- | ---------------------------------------------------------------------------- |
| μακαριος ανηρ ος ουκ επορευθη εν βουλη ασεβων και εν οδω αμαρτωλων ουκ εστη και επι καθεδραν λοιμων ουκ εκαθισεν                                                                       | блаженъ мужъ иже не иде на совѣтъ нечестивыхъ и на пути грѣшныхъ не ста и на сѣдалищи губителей не сѣде                                      | טוביה דגבר דלא הליך במלכת רשיעין ובאורחת חיבין לא קם ובסיעת ממקני לא אסתחר                           | אשרי האיש אשר לא הלך בעצת רשעים ובדרך חטאים לא עמד ובמושב לצים לא ישב‬        |
| αλλ' η εν τω νομω κυριου το θελημα αυτου και εν τω νομω αυτου μελετησει ημερας και νυκτος                                                                                              | но въ законѣ господни воля его и въ законѣ его поучится день и нощь                                                                          | אלהן בנימוסא דיהוה רעותיה ובאוריתיה מרנן ימם ולילי                                                   | כי אם בתורת יהוה חפצו ובתורתו יהגה יומם ולילה‬                                |
| και εσται ως το ξυλον το πεφυτευμενον παρα τας διεξοδους των υδατων ο τον καρπον αυτου δωσει εν καιρω αυτου και το φυλλον αυτου ουκ απορρυησεται και παντα οσα αν ποιη κατευοδωθησεται | и будетъ яко древо насажденое при исходищихъ водъ еже плодъ свой дастъ во время свое и листъ его не отпадетъ и вся елика аще творитъ успѣетъ | ויהי כאילן חיי דנציב על טיפי מוי די אנביה מבשל בעדניה ואטרפוי לא נתרין וכל לבלבוי דמלבלב מגרגר ומצלח | והיה כעץ שתול על פלגי מים אשר פריו יתן בעתו ועלהו לא יבול וכל אשר יעשה יצליח‬ |
| ουχ ουτως οι ασεβεις ουχ ουτως αλλ' η ως ο χνους ον εκριπτει ο ανεμος απο προσωπου της γης                                                                                             | не тако нечестивiи не тако но яко прахъ егоже возметаетъ вѣтръ от лица земли                                                                 | לא מטול היכנא רשיעי אלהן כמוזא די תשקפניה עלעולא                                                     | לא כן הרשעים כי אם כמץ א‍שר תדפנו רוח‬                                          |
| δια τουτο ουκ αναστησονται ασεβεις εν κρισει ουδε αμαρτωλοι εν βουλη δικαιων | сего ради не воскреснутъ нечестивiи на судъ ниже грѣшницы въ совѣтъ праведныхъ                                                               | מטול היכנא לא יזכון רשיעי ביומא רבא וחיבין בסיעת צדיקיא                                              | על כן לא יקמו רשעים במשפט וחטאים בעדת צדיקים‬                                 |
| οτι γινωσκει κυριος οδον δικαιων και οδος ασεβων απολειται | яко вѣсть господь путь праведныхъ и путь нечестивыхъ погибнетъ                                                                               | מטול דגלי קדם יהוה אורח צדיקיא ואורחתהון דרשיעי תהובד                                                | כי יודע יהוה דרך צדיקים ודרך רשעים תאבד‬                                      |

## Толкование

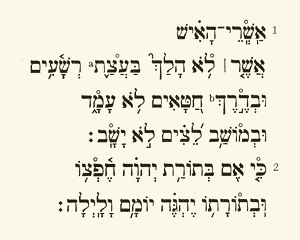
Начальные два стиха 1-го псалма на еврейском языке с огласовкой и кантилляцией пения

### Первый стих
Толкование профессора Лопухина: «В содержании общо говорится о судьбе праведных и нечестивых, почему этот псалом может рассматриваться как введение ко всей Псалтири, более всего касающейся изображения судьбы праведных и нечестивых. Во многих древнегреческих рукописях, когда книга Деяний приводит место из настоящего второго псалма: „Сын Мой еси Ты, Аз днесь родих Тя“ (Пс. 2:7; Деян. 13:33), то говорит, что оно находится в первом псалме (ἔν τῷ πρότῳ ψαλμῷ). Последнее указывает, что некогда настоящий первый и второй псалмы составляли один, первый псалом, почему и писателем последнего было одно лицо с писателем настоящего второго псалма и написан он по одинаковому с последним поводу, то есть во время Давида, Давидом, по поводу войны его с сиро-аммонитянами (см. Псалмы 2)».
1-й псалом начинается с еврейского слова ашре, а 2-й псалом оканчивается еврейским словом ашре (иврит, мн. ч., корневое значение «прямой», «правый». Потом «счастливый», «блаженный»).
Используемые в 1-м стихе глаголы в аористе (ἐπορεύθη, ἔστη, ἐκάθισεν; соотв. рус. [ни разу] «не ходил», «не стоял», «не сидел») библейская критика XIX—XX веков передаёт в настоящем времени («не ходит», «не стоит», «не сидит»), ссылаясь на то, что различие между презенсом и перфектом в иудейской духовной поэзии «полностью стёрто». Фразу «не стоит на пути грешных» следует понимать не в смысле «препятствовать проходу», а в смысле «становиться / вставать на путь». С. С. Аверинцев толкует тройное «не» как три стадии отступления от праведности: на первой стадии человек блуждает между праведностью и грехом, проявляя тем самым «духовную неразборчивость», на второй — делает выбор в пользу греха, хотя в его стоянии «сохраняется хотя бы толика трудного напряжения», наконец, на третьей — сидит, то есть ощущает себя вполне своим, среди развращённых «насмешников» / «кощунников» (lecim).
Греческий 1-й псалом начинается со слова макариос («блажен»). Похожее начало в заповедях блаженства в Евангелиях (Мф. 5:3—11; Лк. 6:20—22). Греческий текст далее «на сидении прокажённых не сел» (Лев. 15:6).
Раши комментировал: «„Блажен муж“ — десятью вариантами на гимн написаны псалмы: славословием, мелодией, пением гимна под музыкальные инструменты, пением, хвалой, молитвой, благословением, благодарением, блажен (евр. ашрей), аллилуйя. Аналогично, десятью людьми сочинены псалмы: Адамом, Мелхиседеком, Авраамом, Моисеем, Давидом, Соломоном, Асафом, тремя сыновьями Корея. Насчёт Идифума есть разные мнения, одни говорят, что он был человеком, как написано в Паралипоменоне. Другие говорят, что идутун (דתות‎) — это повеления».
«„Блажен муж“ — евр. ашре́й по-старофранцузски les felicements („счастливы“), счастье мужчине и хвала человеку, если не ходил среди, не стоял, не сидел».
«„Развратителей“ — по-старофранцузски gabors».

### Второй стих
Раши комментировал: «„Но в законе Господа воля его“ — отсюда узнаёшь, что общение с развратителями препятствует изучению Торы. „И о законе Его размышляет“  —  вначале назван „законом Господним“, но когда изучит назван „Торой своей“».

### Третий стих
Толкование профессора Лопухина: «Следствием внутреннего усвоения праведником закона и жизни по нему будет его внешнее благополучие и успех в делах. Как дерево, растущее при воде, имеет постоянно влагу для своего развития, а потому и бывает плодоносным, так и праведник во всем, что он ни делает, успеет, так как ему покровительствует Бог».
Раши комментировал: «„Посаженное“ — по-старофранцузски plonte (plante). „При потоках вод“ — по-старофранцузски ruyseys (ruisseaux) (Иез. 32:6). „И лист которого не вянет“ — даже малое — важно. Проповеди книжников также достойны изучения. „Не вянет“ — по-старофранцузски fleistre».

### Четвёртый стих
В четвёртом стихе фразу «от лица земли» (ἀπὸ προσώπου τῆς γῆς; a facie terrae) библейская критика называет «приукрашивающим добавлением» (ausmalende Hinzufügung) Септуагинты; в Масоре и во многих переводах, основанных на ней (включая Синодальный перевод, который, как правило, придерживается Масоры), эта фраза отсутствует.
Раши комментировал: «„Как прах“ — по-старофранцузски come bale (comme paille)».

### Пятый стих
В пятом стихе проблему исторических переводов составляет глагол ἀναστήσονται (отсюда resurgent Вульгаты, «воскреснут» ЦС-текста, «восстанут» в переводе Юнгерова), породивший многолетнюю и многословную традицию христианских толкований. Перевод по Масоре «не устоят» (то есть «не выдержат», «не пройдут испытания») частично устраняет эту проблему. Согласно трактовке Г. И. Крауса, под «судом» для нечестивых подразумевается «акт сакрального права» (sakralrechtlicher Akt), необходимый для допуска к святыне и вследствие этого «недопуска» грешники не могут участвовать в богослужении общины («собрания праведных» по СП), которое проходит в таком священном месте.
Перевод ЦС «совет» (соотв. βουλή и concilium) в пятом стихе библейскими критиками считается неточной передачей еврейского оригинала, означающего в данном контексте общину правоверных. Еврейский текст псалма указывает слово «община» (евр. эда), в узком смысле слова, например в Пятикнижии Моисеевом общиной названы старейшины (Лев. 4:15).
Раши комментировал: «„Потому“ — относится к предыдущему стиху».

### Шестой стих
Толкование профессора Лопухина: «Не таково положение нечестивых. Они, как „прах“. Пыль, мякина, легко уносимая ветром; их внешнее положение неустойчиво и непрочно. Так как нечестивые проникнуты и живут не по заповедям Бога, то они не могут „устоять на суде“ пред Ним и не могут быть там, куда собраны будут („в собрании“) праведники, так как Господь „знает“ (в смысле печётся, любит), а потому и награждает поведение („путь“ — деятельность, её направление) праведных, а нечестивых губит. В данных стихах нет точного указания, какой разумеется суд Бога — на земле ли, при жизни человека или после его смерти. Но в том и другом случае остаётся одинаковый смысл — Господь наградит только праведных. История еврейского народа представляет много фактов, показывающих, что и при земной жизни, когда Господь является судьёй человека, Он карает нечестивых. Но так как землею не ограничивается существование человека, то и конечный суд над ним будет произведен в последний день, то есть на страшном суде».
Раши комментировал: «„Ибо знает Господь путь“ — ибо знает Он путь праведных и перед Ним постоянно. А путь злых — ненавистен в глазах Его и устраняет Он от Себя. Посему не будет воскресения ноге злых в Судный день и грешных, чтобы вписать их в общину праведных».

## Богословское значение
В 1-м псалме изображается блаженное состояние праведника, противопоставленное гибельному состоянию нечестивых, в этом и заключается, по мнению святых отцов, причина того, что этот псалом помещён первым. Весь текст псалма — это противопоставление двух путей, праведник — «как дерево, посаженное при потоках вод», нечестивый — «как прах, возметаемый ветром»; «знает Господь путь праведных, а путь нечестивых погибнет». 1-й псалом послужил первоосновой целого пласта раннехристианской литературы, называющейся в историографии «литературой двух путей» (Дидахе, Послание Варнавы, Апостольские постановления). Об авторитете этих книг можно судить по тому, что в ряде поместных церквей они читались за богослужением.

## Богослужебное использование
Православие
1-м псалмом начата 1-я кафизма Псалтири (псалмы 1—8). Поскольку уставом предполагается чтение всей Псалтири в течение одной седмицы (начиная с воскресенья, дня первого, и завершая субботой, днём седьмым), 1-я кафизма поётся на вечерне воскресенья (то есть в субботу вечером, так как богослужебный день начинается с вечерни). На вечернях, предваряющих Господские праздники, поют так называемую «первую славу» 1-й кафизмы (то есть псалмы 1—3).
В приходской практике из положенной 1-й кафизмы после великой ектении обычно поют либо только 1-й псалом, либо избранные стихи 1-го, 2-го и 3-го псалмов (1:1, 1:6, 2:11, 2:12, 3:8, 3:9) с обязательным «аллилуйя». В любом случае, 1-м стихом поют «блажен муж, иже не иде на совет нечестивых» (1:1), отчего весь антифон получил название «Блажен муж».
Также 1-й псалом поют в седмицу о мытаре и фарисее на вечерне, в сыропустную седмицу на вечерне, во время Великого поста, в Благовещение на утрени. Отдельные стихи псалма поют по разным случаям.
Иудаизм
Псалмы 1—2 — единый псалом, так как 1-й псалом начат словом «блажен», а 2-й псалом окончен словом «блажен». Псалмы 1—2 являются предисловием ко всей группе «алфавитных» псалмов: 9, 10, 24, 33, 36, 110, 111, 118, 144.
1:1 «блажен муж, который не ходит на совет нечестивых и не стоит на пути грешных и не сидит в собрании развратителей» повторяют при заучивании Пиркей авот в субботу.
1:2 «но в законе Господа воля его, и о законе Его размышляет он день и ночь» произносят во 2-м благословении перед вечерним Шма.
1:3 «и будет он как дерево, посаженное при потоках вод, которое приносит плод свой во время свое, и лист которого не вянет; и во всем, что он ни делает, успеет» упоминают в Суккоте в молитве о дожде.
Католицизм
По уставу святого Бенедикта, псалмы 1—2 пели на Prima (в первый час, см. Литургия часов) в понедельник. В римском обряде в полуденной молитве трапезы читали 1-й псалом.

## Мистицизм
Целиком 1-й псалом прочитывали вслух во избежание выкидыша, а стих 1:3 читали, чтобы дерево не сбрасывало бы свои плоды преждевременно.

## Рецепция
Литература
| Блажен муж, иже во злых совет не вхождаше, ниже на пути грешных человек стояше. Ниже на седалищех восхоте седети, тех иже не желают блага разумети. Но в законе Господни волю полагает, тому днем и нощею себе поучает. Будет бо, яко древо при водах сожденно, еже даст во время си плод свой неизменно. Лист его не отпадет, и все еже деет, то желанию сердца онаго успеет. Не тако нечестивый, ибо исчезает, яко прах, его же ветр с земли развевает. Тем же нечестивии не имут востати, на суд ниже с грешницы совет правых стати. Весть бо Господь путь правых тыя защищает, путь паки нечестивых в конец погубляет. Симеон Полоцкий, «Псалтирь рифмотворная», 1678 | Блажен, кто к злым в совет не ходит, Не хочет грешным вслед ступать И с тем, кто в пагубу приводит, В согласных мыслях заседать. Но волю токмо подвергает Закону Божию во всём И сердцем оный наблюдает Во всём течении своём. Как древо, он распространится, Что близ текущих вод растёт, Плодом своим обогатится, И лист его не отпадёт. Он у́зрит следствия поспе́шны В незло́бивых своих делах; Но пагубой смятутся гре́шны, Как вихрем восхищённый прах. И так злодеи не восстанут Пред вышнего Творца на суд, И праведны не воспомя́нут В своём соборе их отнюд. Господь на праведных взирает И их в пути своём хранит; От грешных взор свой отвращает И злобный путь их погуби́т. М. В. Ломоносов, 1749—1751 | Мужъ поистиннѣ Блаженъ! Кой, съ совѣтомъ нечестивыхъ, Не́-былъ мнѣнiемъ спряже́нъ; Ни ходилъ въ него при льстивыхъ. Кой ниже́ когда позналъ Беззаконныхъ путь лукавый; И на томъ отнюдъ не сталъ, Зная, коль есть онъ неправый. Кой не сѣлъ и на престолъ, Пагубниковъ гордо злобныхъ; Ни на немъ судя проболъ, Какъ чужи́хъ, такъ и утробныхъ. Но Закону отдаетъ Послушанiе Господню; И Его всегда поетъ, Всю кленя власть преисподню. Сей, какъ дре́во при вода́хъ, Процвѣтаетъ насажденный; Веселится, что-въ-плода́хъ Правоты есть угобже́нный. Какъ-на-то́м же древѣ листъ, Чрезъ все время зеленѣетъ; Такъ весь вѣкъ въ дѣлахъ онъ чистъ, Что ни на́чнетъ, преуспѣетъ. Все не такъ съ грѣшащимъ, кой ни стыда́, ни Вышня знаетъ: Онъ такiя мзды въ день свой Никогда не получаетъ. Онъ презрѣ́нъ такъ ра́вно есть, Какъ валя́яйся прахъ въ до́лѣ, Что метя вихрь бу́йный несть Можетъ отъ земли́ по волѣ. Тѣмъ то всякъ из таковыхъ Въ милостивый судъ не встанетъ; И ниже́ въ числѣ Святыхъ. Въ вѣчной радости предстанетъ. Праведныхъ стези вѣсть Богъ, И всегда ихъ Самъ защи́титъ: Путь же злыхъ, хотя и многъ, Гро́зна гибель весь похи́титъ. В. К. Тредиаковский, 1753 | Блаженъ мужъ кто, мерзя, не входитъ, Въ совѣтъ неправедныхъ людей Къ пути, гдѣ шествуетъ злодей, Ево умъ чистый не поводитъ. Со беззаконымъ не садится, Но чтитъ божественный уставъ, И исправляти имъ свой нравъ, Колико можно онъ трудится. Онъ яко древо насажденно, При токахъ хладныхъ быстрыхъ водъ, Которое приноситъ плодъ, Къ тому во время учрежденно. Здравъ листъ его не увядаетъ, И вихрь его не оторветъ: Подобно такъ сей мужъ живетъ: Успѣхомъ дѣла обладаетъ. А грѣшный мужъ подобенъ праху, Съ земныхъ, который бурно нѣдръ, Взвѣваетъ возмѣтаетъ вѣтръ, Разноситъ съ яростна размаху. Злочестный на судѣ не будешъ, Ни грѣшникъ въ обществѣ благихъ, Хранитъ Господь пути святыхъ: Злочестныхъ онъ пути забудетъ. А. П. Сумароков, 1787 |